# Castilla Football Club
El Castilla Football Club, también conocido como Club Castilla, fue un antiguo club de fútbol con sede en Madrid, España. Fundado en 1931 de la unión de tres clubes, finalmente desapareció en 1933.
Regido por la Federación Regional Centro en su primera temporada y por la Federación Castellana de Fútbol en la segunda, participó en el Campeonato Mancomunado Centro-Aragón —el renombrado Campeonato Regional Centro— en su primera categoría el año de su fundación.
Como mayores logros del club figuran tres campeonatos de la segunda categoría del Campeonato Regional Centro, máxima competencia entre clubes de Madrid o del Centro.

## Historia
Unión Sporting Club y Racing Club de Madrid fueron los clubes que hicieron posible el nacimiento de este nuevo club en la capital, que recibió el nombre de la región histórica de Castilla, mediante una fusión. Regidos por la Federación Regional Centro su fundación pasaba por empezar desde las categorías regionales menos reconocidas, utilizaron los privilegios de que gozaba cada uno para empezar siendo un club reconocido y presente entre los clubes de primera categoría. La unión de los tres clubes, de intereses para todos, apenas contaba con un centenar de asociados.
Con la fusión el Castilla Football Club mantuvo el derecho a competir en la primera categoría del Campeonato Regional Centro pese a ser un club de nueva formación. Pese a la fusión, el nuevo club no estuvo a la altura del resto de equipos y finalizó en sexta y última posición del Campeonato Mancomunado Centro-Aragón —renombrado así ya que en él participaron clubes de las regiones de Aragón, Castilla la Vieja y Castilla la Nueva—.
Pese al manifiesto inicial de la salud del club, finalmente terminó cayendo en el olvido hasta su desaparición en 1933, propiciada por su descenso a la segunda categoría preferente regional, apenas un par de años después de su nacimiento. El incipiente profesionalismo y sus competencias y su escaso número de socios —fuentes que originaban casi la totalidad de ingresos en la época— frenaron el crecimiento del club llegando hasta tal desenlace.

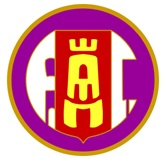
Escudo del Castilla F.C. del año 1931

En su efímera existencia llegó a participar en la primera categoría del Campeonato Regional Centro al ocupar federativamente la plaza del Unión Sporting Club. Su primer partido fue contra el Athletic Club de Madrid el 27 de septiembre de 1931 cayendo derrotado por 2-1. La primera de las tres victorias que cosechó en la edición se produjo el 4 de noviembre frente al Club Deportivo Nacional de Madrid al que venció por 2-0. Las otras dos fueron contra el Athletic Club de Madrid por 1-0 y frente al Iberia Sport Club, también denominado como Sociedad Deportiva Iberia.
Tres victorias y apenas nueve goles a favor fueron sus registros oficiales en la máxima categoría regional tras la disputa de diez encuentros, mientras que sufrió su peor derrota frente al Madrid Football Club por 9-0.

## Jugadores
En sus filas militaron escasos futbolistas como por ejemplo Martín o Conde, quienes fueron dos de los integrantes del Unión Sporting Club, u otros como Alfonso Martínez, Gómez y Arturo —procedentes del —Racing Club de Madrid— Francisco Moraleda —del Athletic Club de Madrid—, o Antoñito Rodríguez y Evaristo San Miguel —cedidos para su progresión por el Madrid Football Club—.

## Palmarés
Su condición de club amateur o aficionado le privó de poder disputar algún título.

## Presidentes
- Martín Teja (1931-33).[1]